# Stig Rybrant
Stig Alvar Rybrant, ursprungligen Jonsson, född 8 augusti 1916 i Norrköping, död 9 augusti 1985 i Geiranger, Norge, var en svensk musiker (piano), kapellmästare, musikarrangör och kompositör. 

## Biografi
Rybrant var son till kantorn Ernst Jonsson samt brorson till musikern och skribenten Gösta Rybrant, och var gift med pianisten Carin Gille.
Han studerade vid Kungliga Musikhögskolan i Stockholm 1934–1943, och var 1944–1950 knuten till Kungliga Teatern. Från 1951 var han arrangör och dirigent vid Sveriges Radio, där han efterträdde Sune Waldimir, samt blev 1956 musiksektionschef vid Sveriges Radio. Hans verkförteckning upptar balettmusik, orkester- och kammarverk samt sånger.
Under sin studietid var han pianist och arrangör för Kvartetten Synkopen.
Rybrant blev ledamot av Kungliga Musikaliska Akademien 1974. Han är gravsatt i minneslunden på Skogskyrkogården i Stockholm.

## Filmmusik
- 1947 – Människor i stad
- 1947 – Krigsmans erinran
- 1949 – Farlig vår
- 1950 – Medan staden sover
- 1952 – Eldfågeln
- 1953 – I dur och skur

## Musik i urval
- Symfoni nr.1 i E-moll 1940
- Lustspelsovertyr (Der Hasardeur) 1943